# Georg Weißenborn
Georg Weißenborn (* 11. April 1816 in Varchentin; † 4. Juni 1874 in Marburg) war ein deutscher Philosoph und Hochschullehrer.

## Leben
Georg Friedrich Ludwig Weißenborn, Sohn des Varchentiner Pastors Carl Weißenborn, besuchte das Gymnasium in Neustrelitz und studierte ab 1838 in Halle Theologie bei Tholuck und Roediger sowie Philosophie bei Erdmann und Schaller. Nach Studienaufenthalten in Berlin und Rostock im Jahre 1840 wurde Weißenborn ein Jahr später in Halle promoviert. Im Mai 1843 habilitierte er sich und lehrte in Halle bis 1853, um dann als Professor der Philosophie nach Marburg zu gehen.

## Schriften
- De cogitationibus Augustini philosophicis. Diss., Halle 1841 (Digitalisat)
- Expositio philosophiae Schleiermacheri dialecticae. Habil., Halle 1843 (Digitalisat)
- Vorlesungen über Schleiermacher’s Dialektik und Dogmatik. Leipzig (Digitalisat)
  - Darstellung und Kritik der Schleiermacher’schen Dialektik. 1847 (Digitalisat)
  - Darstellung und Kritik der Schleiermacher’schen Dogmatik. 1849
- Logik und Metaphysik. Halle 1850 (Digitalisat) (Digitalisat)
- Vorlesungen über Pantheismus und Theismus. Marburg 1859 (Digitalisat)